# Lallé (Zam)
Pour les articles homonymes, voir Lallé.
Lallé est une commune rurale située dans le département de Zam de la province du Ganzourgou dans la région Plateau-Central au Burkina Faso.

## Géographie
Lallé est situé à environ 12 km au nord de Zam, le chef-lieu du département, et à 40 km au nord-ouest de Zorgho, le chef-lieu de la province.

## Économie
La construction du barrage en remblai de Lallé a permis la création d'une retenue d'eau utilisé pour l'irrigation des champs de la commune.

## Santé et éducation
Lallé accueille un centre de santé et de promotion sociale (CSPS) tandis que le centre médical avec antenne chirurgicale (CMA) se trouve à Zorgho.
Le village possède une école primaire publique.